# Nominale denkfout
De nominale denkfout (nominal fallacy) is de denkfout dat een fenomeen benoemen gelijkstaat aan het ook verklaren. Het is een vorm van cirkelredenering waarbij men het geven van een naam aan iets neemt voor een verklaring ván dat iets, terwijl het gewoon een andere beschrijving is.
Al in de 17e eeuw lachte Molière in De ingebeelde zieke met pseudoverklaringen die de werking van een slaapmiddel toeschreven aan de "dormatieve krachten" ervan. Het verklaren van menselijk gedrag in termen van instincten tot vechten, vluchten, voortplanten, enz. is een recenter voorbeeld van de nominale denkfout: het munten van dergelijke instincten is feitelijk een herbeschrijving van het waargenomen gedrag en voegt verder geen dieper begrip toe. Zo ook is "insomnia" geen juist antwoord op de vraag waarom iemand moeilijk kan inslapen, want het label zegt niets over de oorzaken. Het hebben van een fotografisch geheugen is eveneens zuiver redescriptief, geen uitleg waarom iemand goed is in onthouden. Wanneer een term eerder abstraherend is dan classificerend, is er niet zozeer sprake van de nominale denkfout maar van reïficatie.
In zijn analyse van wetenschap en observatie beklemtoonde de fysicus Richard Feynman vaak dat begrijpen niet hetzelfde is als de vaktermen weten. Zijn vader leerde hem aan de hand van vogels het verschil tussen de naam van iets kennen, en iets kennen.

## Voetnoten
1. ↑  Bertram Gawronski en Galen V. Bodenhausen, Theory and Explanation in Social Psychology, 2015, p. 18
2. ↑  Zie over de instincten bedacht door de sociaal psycholoog William McDougall: Donald A. Dewsbury, Comparative Animal Behaviour, 1978, p. 11. ISBN 0070166730. Ook: Frank Beach, "The Descent of Instinct", in: Psychological Review, 1955, nr. 6, p. 401-410
3. ↑  Richard Feynman, "What is Science?", lezing voor de National Science Teachers Association in New York (1966), afgedrukt in The Physics Teacher, 1969, nr. 6, p. 313-320. Hij kwam terug op de anekdote in een interview voor het BBC-televisieprogramma Horizon (1981), afgedrukt als "The Pleasure of Finding Things Out", in: Christopher Sykes, No Ordinary Genius. The Illustrated Richard Feynman, 1994, p. 27